# Ninni Cassarà
Antonino « Ninni » Cassarà (prononcé : [antoˈniːno ˈninni kassaˈra], né à Palerme le 7 mai 1947 et mort dans la même ville le 6 août 1985 est un policier italien assassiné par Cosa nostra.

## Biographie
Antonino Cassara est né à Palerme le 7 mai 1947. Il a été commissaire à Reggio de Calabre puis à Trapani, où il a rencontré Giovanni Falcone. Promu, il est envoyé à Palerme comme chef adjoint de la Squadra mobile. En 1982, il travaille « sur le terrain » à Palerme avec l'agent Calogero Zucchetto, dans le cadre des enquêtes sur Cosa Nostra. Cassarà et Zucchetto ont reconnu les deux tueurs Pino Greco et Mario Prestifilippo, mais ils n'ont pas pu les arrêter. Parmi les nombreuses opérations auxquelles il a participé, figure l'opération Pizza Connection en collaboration avec les forces de police américaines. Cassarà était un proche collaborateur de Giovanni Falcone et du pool Antimafia du parquet de la de Palerme. Ses enquêtes ont contribué aux travaux préparatoires du premier Maxi-Procès de Palerme. Marié et père de trois enfants, il a été tué par la mafia en 1985, à l'âge de 38 ans,.

## Assassinat
Le 6 août 1985, Ninni Cassarà rentrait chez lui Viale della Croce Rossa à Palerme dans une Alfetta et escorté par deux agents. Il est sorti de la voiture et a atteint la porte d'entrée de sa maison lorsqu'un groupe de 7 à 10 tueurs à gages avec des fusils AK-47, qui se cachaient dans un bâtiment en construction, ont ouvert le feu. L'agent Roberto Antiochia, qui était sorti de la voiture pour ouvrir la porte de Cassarà, a été touché par des coups de feu et est tombé au sol devant la porte d'entrée. Natale Mondo, l'autre agent d'escorte, est resté indemne, réussissant à se mettre à l'abri sous la voiture (il a été tué le 14 janvier 1988). Cassarà, touché par les tueurs presque simultanément avec Antiochia, est décédé dans le hall d'entrée dans les bras de sa femme Laura, qui a vu l'embuscade avec leur fille depuis le balcon de la maison. Antonino Cassarà est enterré au cimetière de Sant'Orsola à Palerme. Son cahier, censé contenir des informations importantes, a disparu de son bureau,.

## Jugement
Le 17 février 1995, le tribunal de Palerme a condamné à perpétuité cinq membres de la « coupole » Salvatore Riina, Bernardo Provenzano, Michele Greco, Bernardo Brusca et Francesco Madonia pour le délit,.